# Alabina
Alabina ist eine französisch-israelische Musikgruppe, bestehend aus der Lead-Sängerin Ishtar und der Band Los Niños de Sara, die die männlichen Stimmen und die Musik beisteuern.

## Geschichte
Der Name der Musikgruppe kommt aus dem Arabischen und hat zwei Bedeutungen: „Lasst uns gehen!“ und „Gott ist unter uns“. Die Gruppe pflegt einen Musikmix wie er im Nahen Osten praktiziert wird und aus arabischen, französischen, hebräischen und spanischen Elementen besteht.

### Ishtar
Die Lead-Sängerin Ishtar (hebr. אישתאר) ist am 10. November 1968 als Eti Zach in Kirjat Ata bei Haifa in Israel geboren und dort aufgewachsen. Ihre Eltern sind marokkanisch- und ägyptischstämmige Juden. Ihre Großmutter war selbst Sängerin und sang orientalische Volksmusik unter dem Namen Nora. Auch Eti Zachs Vater war Musiker. Sie und ihre Schwester wuchsen in einem arabischsprachigen Umfeld in Israel auf. Eti Zach wurde im Jahr 2007 Mutter von Zwillingen. Ishtar spricht und singt auf Arabisch, Hebräisch, Französisch, Spanisch und Englisch. Sie sagt von sich, dass sie außerdem „halb Marokkanisch spreche“. 2009 wurde dem aus Ishtar und dem israelischen Sänger Kobi Peretz zusammengesetzten Duo Yahad („Gemeinsam“) Erfolg zuteil. Ishtar erhielt im November 2009 in New York den „Big Apple“ Diamond Award.

## Diskografie

### Alben
| Jahr | Titel               | Höchstplatzierung, Gesamtwochen, AuszeichnungChartsChartplatzierungen (Jahr, Titel, Platzierungen, Wochen, Auszeichnungen, Anmerkungen) | Anmerkungen |
| Jahr | Titel               | FR | Anmerkungen |
| ---- | ------------------- | --- | ----------- |
| 1996 | Alabina - The Album | FR49 (3 Wo.)FR |             |
| 1998 | Sahara              | FR18 (6 Wo.)FR |             |

Weitere Alben
- 1999: Salam
- 2000: L’Essentiel
- 2002: The Ultimate Club Remixes

### Singles
| Jahr | Titel Album                                    | Höchstplatzierung, Gesamtwochen, AuszeichnungChartsChartplatzierungen (Jahr, Titel, Album, Platzierungen, Wochen, Auszeichnungen, Anmerkungen) | Anmerkungen           |
| Jahr | Titel Album                                    | FR | Anmerkungen           |
| ---- | ---------------------------------------------- | --- | --------------------- |
| 1996 | Alabina Alabina - The Album                    | FR29 Gold · (22 Wo.)FR | feat. Ishtar          |
| 1997 | Ole y ola –                                    | FR19 (14 Wo.)FR |                       |
| 1998 | Habibi de mis amores Sahara                    | FR78 (2 Wo.)FR |                       |
| 1998 | Lololé Sahara                                  | FR36 (12 Wo.)FR |                       |
| 1999 | Vengan vengan (Ya habaybi, ya ghaybine) Sahara | FR91 (1 Wo.)FR | mit Farid El Attrache |
| 1999 | Comme toi –                                    | FR41 (9 Wo.)FR | feat. Ishtar          |

### Soloalben von Ishtar
| Jahr | Titel                 | Höchstplatzierung, Gesamtwochen, AuszeichnungChartsChartplatzierungen (Jahr, Titel, Platzierungen, Wochen, Auszeichnungen, Anmerkungen) | Anmerkungen |
| Jahr | Titel                 | FR | Anmerkungen |
| ---- | --------------------- | --- | ----------- |
| 2005 | Je sais d’où je viens | FR191 (1 Wo.)FR |             |
| 2016 | Baila                 | FR28 (10 Wo.)FR |             |

Weitere Alben
- 2000: La voix d’Alabina
- Truly Emet
- The Alabina Years
- Ragga Boom

### Solosingles von Ishtar
| Jahr | Titel Album                            | Höchstplatzierung, Gesamtwochen, AuszeichnungChartsChartplatzierungen (Jahr, Titel, Album, Platzierungen, Wochen, Auszeichnungen, Anmerkungen) | Anmerkungen        |
| Jahr | Titel Album                            | FR | Anmerkungen        |
| ---- | -------------------------------------- | --- | ------------------ |
| 2001 | C’est la vie La voix d’Alabina         | FR42 (18 Wo.)FR | feat. Bouga & Dida |
| 2001 | C’est la vie (Remix) La voix d’Alabina | FR32 (12 Wo.)FR |                    |
| 2016 | À Paris Baila                          | FR101 (4 Wo.)FR |                    |

Weitere Alben
- Last Kiss
- Habibi Sawah
- Zirvedesin Galatasaray Te Quiero (mit Burak Aziz)